# Stopplaats Zuidplaspolder
Stopplaats Zuidplaspolder (telegrafische code: zpd) is een voormalig stopplaats aan de Nederlandse spoorlijn Gouda - Den Haag, destijds aangelegd en geëxploiteerd door de Nederlandsche Rhijnspoorweg-Maatschappij (NRS). De stopplaats lag centraal in de Zuidplaspolder ter hoogte waar de Zuidelijke Dwarsweg het spoor kruiste. Aan de spoorlijn werd de stopplaats voorafgegaan door station Gouda en gevolgd door halte Zevenhuizen-Moerkapelle. Stopplaats Zuidplaspolder werd geopend op 1 mei 1870 en officieel gesloten op 15 mei 1931. De laatste keer dat een personentrein stopte, was echter een jaar eerder. In 1920 waren de perrons nog verlengd. Bij de locatie van de stopplaats is nog steeds een wachterswoning aanwezig met het nummer 2.
-3,0: Gouda ·
2,0: Zuidplaspolder ·
6,3: Zevenhuizen-Moerkapelle ·
9,1: Bleiswijk-Kruisweg ·
10,8: Lansingerland-Zoetermeer ·
12,6: Zoetermeer Oost ·
13,7: Zoetermeer ·
19,3: Nootdorp Noord ·
19,7: Den Haag Ypenburg ·
22,2: Voorburg ·
25,1: Den Haag SS ·
25,1: Den Haag Centraal